# Antz
Antz är en amerikansk animerad film från 1998 i regi av Eric Darnell och Tim Johnson.

## Handling
Arbetsmyran Z 4195 är bara en bland miljoner andra myror i myrkolonin, och vill träffa prinsessan Bala, men chanserna att det skulle hända är små. Han övertalar en dag sin kompis Weaver (som är en soldatsmyra) att byta plats med honom för att kunna se Bala, och ändrar sin tillvaro drastiskt, då han går ut i krig mot termiter, och upptäcker en myrgenerals galna planer på att göra sig av med arbetsmyrorna.

## Rollista i urval
| Roll             | Originalröst       | Svensk röst     |
| ---------------- | ------------------ | --------------- |
| Z                | Woody Allen        | Dick Eriksson   |
| Prinsessan Bala  | Sharon Stone       | Anna Lindholm   |
| General Mandible | Gene Hackman       | Steve Kratz     |
| Weaver           | Sylvester Stallone | Adam Fietz      |
| Överste Cutter   | Christopher Walken | Johan Hedenberg |
| Azteca           | Jennifer Lopez     | Annika Rynger   |
| Drottningen      | Anne Bancroft      | Lena Ericsson   |
| Förman           | Grant Shaud        | Andreas Nilsson |
| Barbatus         | Danny Glover       | Tommy Blom      |
| Chip             | Dan Aykroyd        | Mikael Roupé    |
| Muffin/Muffy     | Jane Curtin        | Annelie Berg    |

- Övriga röster – Hans Wahlgren, Anna Book, Kristian Ståhlgren, Linda Ulvaeus
- Regissör, översättare och sångtextförfattare – Mikael Roupé
- Tekniker – Lars Lundholm
- Dubbningsbolag – Sun Studio A/S[2][3]

## Om filmen
- Sången som myrorna dansar till i baren är "Guantanamera".
- Woody Allen och Sylvester Stallone har tidigare spelat mot varandra, i filmen Bananas från 1971.
- Dansen som Z och prinsessan Bala gör verkar vara inspirerad från filmen Pulp Fiction från 1994, men är egentligen en referens till Batusi, en dans som Batman utförde i tv-serien Batman från 1966.
- Filmen Antz innehåller många referenser eller parodier på andra filmer:
  - Stjärnornas krig – Efter att prinsessan Bala anklagar Z för att vara en idiot på grund av att han kidnappat henne säger han – Who's the bigger idiot, the idiot or the idiot who gets kidnapped by the idiot?. Ungefärlig översättning – Vem är den största idioten, idioten eller idioten som blir kidnappad av idioten? Inspirationen kommer från Obi-Wan Kenobis kända replik Who's more foolish, the fool or the fool who follows him? Ungefärlig översättning – Vem är mer dåraktig, dåren eller dåren som följer honom?
  - Rymdimperiet slår tillbaka – när de korsar sjön säger Bala – "I hope you know what you're doing". Z svarar då – "Yeah, me too". Ungefärligt översatt – "Jag hoppas att du vet vad du gör". "Ja, det hoppas jag också". Detta meningsutbyte sker även mellan Prinsessan Leia och Han Solo när de ska flyga Årtusendefalken in i en asteroid.
  - Independence Day – Strax innan en solstråle, koncentrerad genom ett förstoringsglas, bränner ihjäl en soldatmyra säger han samma ord som en av de nyfikna människorna på skyskrapans tak säger, innan de förintas av strålen från rymdskeppet; It's beautiful (Det är vackert).
- Filmen drog in 90 miljoner dollar i USA och 81 miljoner i andra länder, totalt 171 miljoner dollar.
- Steve Kratz som gjorde den svenska rösten till General Mandible fick höra att hans tolkning av rollen var "elakare än Gene Hackmans" och fick sedan göra om alla repliker.[4]